# Aeroportul Deadman's Cay
Aeroportul Deadman's Cay (IATA: LGI, ICAO: MYLD) este un aeroport din Bahamas ce deservește zona Long Island.
Situat la o altitudine de 3 m, aeroportul dispune de o singură pistă.